# Liste der Biografien/Peti
Liste der Biografien |
Portal Biografien |
Personensuche
# |
A |
B |
C |
D |
E |
F |
G |
H |
I |
J |
K |
L |
M |
N |
O |
P |
Q |
R |
S |
T |
U |
V |
W |
X |
Y |
Z |
?
 
Pa |
Pc |
Pe |
Pf |
Ph |
Pi |
Pj |
Pk |
Pl |
Pm |
Pn |
Po |
Pr |
Ps |
Pt |
Pu |
Pv |
Pw |
Py
 
Pea |
Peb |
Pec |
Ped |
Pee |
Pef |
Peg |
Peh |
Pei |
Pej |
Pek |
Pel |
Pem |
Pen |
Peo |
Pep |
Peq |
Per |
Pes |
Pet |
Peu |
Pev |
Pew |
Pex |
Pey |
Pez
 
Peta |
Petc |
Pete |
Peth |
Peti |
Petj |
Petk |
Petl |
Petm |
Peto |
Petr |
Pets |
Pett |
Petu |
Petw |
Pety |
Petz
Die Liste der Biografien führt alle Personen auf, die in der deutschsprachigen Wikipedia einen Artikel haben. Dieses ist eine Teilliste mit 138 Einträgen von Personen, deren Namen mit den Buchstaben „Peti“ beginnt.

## Peti

### Petia
- Pétiaux, Sylvie (1836–1919), französische Autorin

### Petib
- Petibon, Patricia (* 1970), französische Opernsängerin (Sopran)Patricia Petibon (* 1970)

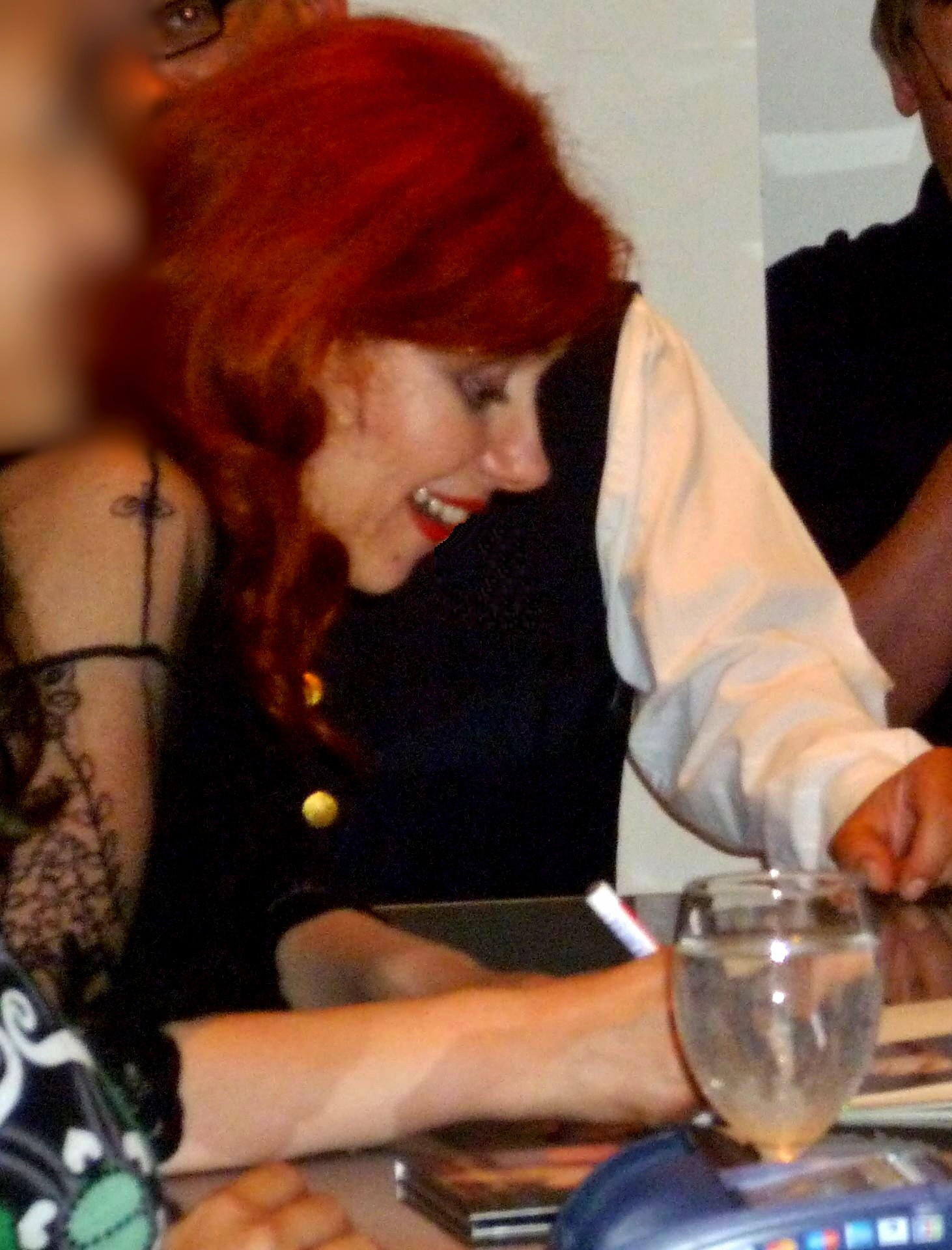
Patricia Petibon (* 1970)

### Petic
- Petică, Ștefan (1877–1904), rumänischer Dichter
- Peticolas, Philippe Abraham (1760–1841), französisch-amerikanischer Miniaturmaler und Porträtist

### Petie
- Petiedius Gallus, Quintus, römischer Suffektkonsul (153)
- Petierre, Colin (* 1999), kanadischer Schauspieler und Tänzer
- Petiet, Jules (1813–1871), französischer Maschinenbauingenieur
- Petievich, Gerald (* 1944), US-amerikanischer Schriftsteller

### Petig
- Petignat, Esteban (* 2000), Schweizer Fussballspieler
- Petignat, Herman (1923–2000), Schweizer Botaniker
- Petignat, Nicole (* 1966), Schweizer Fussballschiedsrichterin

### Petik
- Petika, Snježana (* 1967), kroatische Handballspielerin und -trainerin
- Petika, Tena (* 2000), kroatische Handballspielerin
- Petikjan, Hratschja (* 1960), armenischer Sportschütze

### Petil
- Petilinus, Bischof von Mainz
- Petilius Secundus, Quintus, römischer Legionär
- Petilleau, Stéphane (* 1971), französischer Radrennfahrer
- Petilli, Simone (* 1993), italienischer Radrennfahrer
- Petillius Cerialis, Quintus, römischer Senator und Feldherr
- Petillius Spurinus, Quintus († 176 v. Chr.), römischer Konsul 176 v. Chr.
- Petillo, Kelly (1903–1970), US-amerikanischer Automobilrennfahrer
- Pétillon, Léon (1903–1996), belgischer Kolonialbeamter und Kolonialpolitiker
- Pétillon, René (1945–2018), französischer Comiczeichner
- Pétillot, Loÿs (1911–1983), französischer Comiczeichner und Illustrator

### Petin
- Petin, Dmitri Alexandrowitsch (* 1983), russischer Sommerbiathlet
- Petin, Karl (1887–1940), österreichischer sozialistischer Politiker
- Petina, Nadeschda Gawrilowna (1932–2022), sowjetische bzw. russische Bildhauerin
- Petinger, Karl (* 1956), österreichischer Politiker (SPÖ), Landtagsabgeordneter

### Petio
- Pétion Laroche, Léonard (1918–2006), römisch-katholischer Bischof von Hinche
- Pétion, Alexandre Sabès (1770–1818), haitianischer PolitikerAlexandre Sabès Pétion (1770–1818)

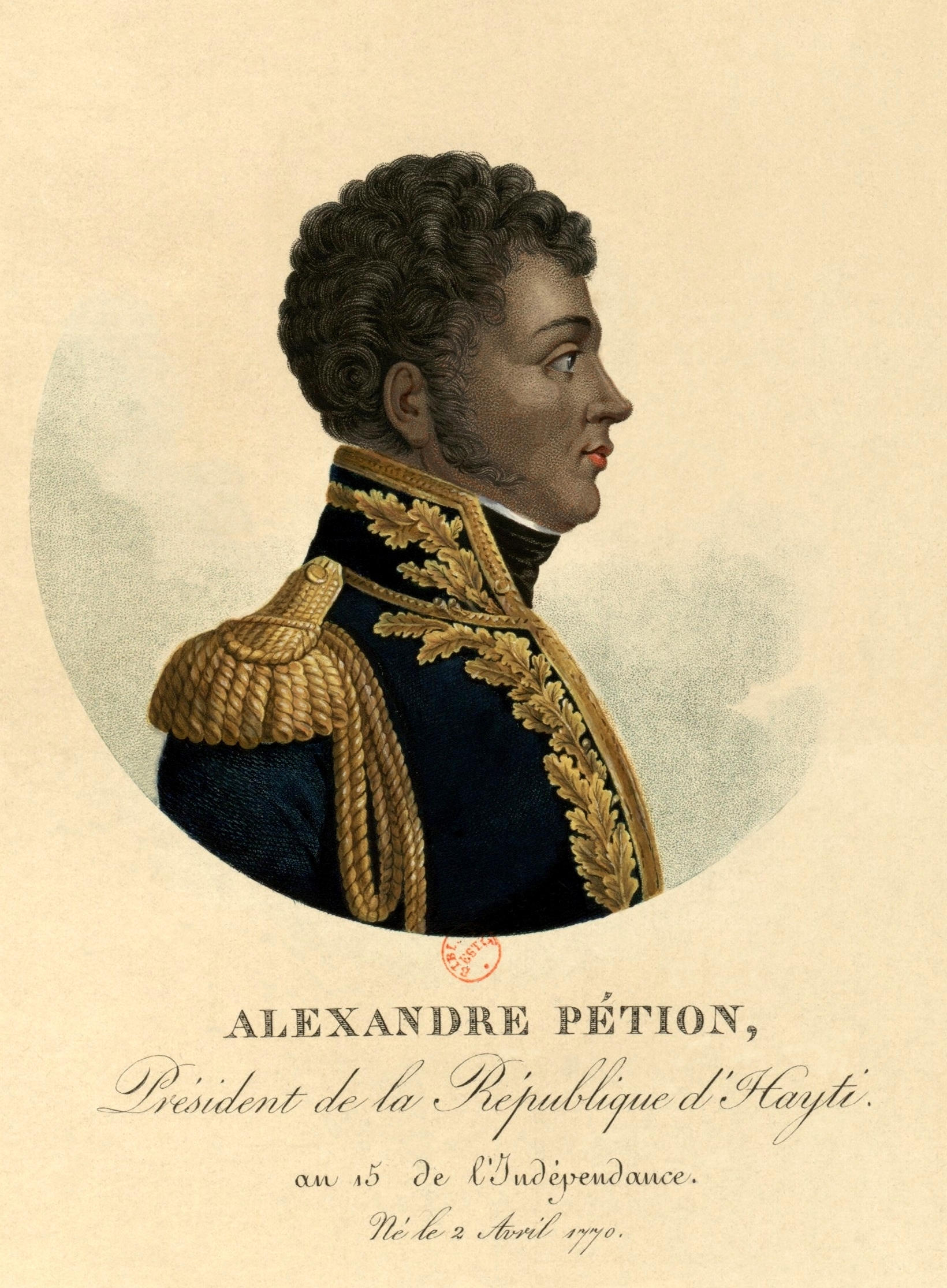
Alexandre Sabès Pétion (1770–1818)

- Petiot, Marcel (1897–1946), französischer Arzt und SerienmörderMarcel Petiot (1897–1946)

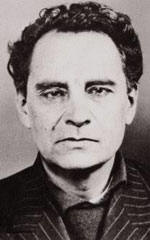
Marcel Petiot (1897–1946)

- Petiot, Richard (* 1982), kanadischer Eishockeyspieler und -trainer

### Petip
- Petipa, Jean-Antoine (1787–1855), französischer Tänzer, Choreograf und Tanzpädagoge
- Petipa, Lucien (1815–1898), französischer Tänzer, Choreograf und Ballettmeister
- Petipa, Marius (1818–1910), französisch-russischer Tänzer und Choreograf

### Petir
- Petir, Marijana (* 1975), kroatische Politikerin

### Petis
- Pétis de la Croix, Alexandre Louis Marie (1698–1751), französischer Orientalist
- Pétis de la Croix, François (1622–1695), französischer Orientalist
- Pétis de la Croix, François (1653–1713), französischer Orientalist
- Petiscus, Johann Conrad Wilhelm (1763–1825), reformierter Theologe, Musikschriftsteller, Musiker und Schriftsteller
- Petiška, Eduard (1924–1987), tschechischer Schriftsteller und Übersetzer
- Petisné, Gabriel (1881–1931), französischer Beamter und ziviler Kommissar des Memelgebietes (1921–1923)

### Petit
- Petit (* 1976), portugiesischer Fußballspieler
- Petit (* 2005), italienischer Rapper
- Petit Biscuit (* 1999), französischer DJ und Musikproduzent
- Petit de Julleville, Louis (1841–1900), französischer Romanist und Literarhistoriker
- Petit de Julleville, Pierre (1876–1947), französischer Kardinal und Erzbischof von Rouen
- Petit i Aguilar, Joan (1752–1829), spanischer Katalanist und Grammatiker
- Petit Pays (* 1967), kamerunischer Sänger
- Petit Vergel, Alfredo (1936–2021), kubanischer römisch-katholischer Geistlicher, Weihbischof in San Cristóbal de la Habana
- Petit, Adrien (* 1990), französischer Straßenradrennfahrer
- Petit, Alexis Thérèse (1791–1820), französischer Physiker
- Petit, André (1921–2021), französischer Politiker
- Petit, Antoine (1722–1794), französischer Arzt, Chirurg und Enzyklopädist
- Petit, Aurélia (* 1971), französische SchauspielerinAurélia Petit (* 1971)

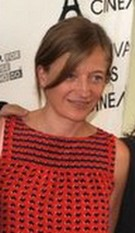
Aurélia Petit (* 1971)

- Petit, Buddie († 1931), US-amerikanischer Jazz-Bigband-Leader
- Petit, Catharina, niederländische Schauspielerin
- Petit, Charles (1810–1885), Lübecker Kaufmann und Politiker
- Petit, Charles Frédéric (1857–1947), französischer Bogenschütze
- Petit, Charles Hornung (1844–1934), deutscher Kaufmann und Politiker
- Petit, Christine (* 1948), französische Medizinerin, Genetikerin und Molekularbiologin
- Petit, Clément (* 2001), französischer Radrennfahrer
- Petit, Didier (* 1962), französischer Musiker
- Petit, Elise (* 1999), kanadisch-US-amerikanische Volleyballspielerin
- Petit, Emmanuel (* 1970), französischer Fußballspieler
- Petit, Ernest (1888–1971), französischer General und Politiker (PCF)
- Petit, Frédéric (* 1961), französischer Ingenieur und Politiker
- Petit, Friedrich Carl (1809–1854), dänisch-deutscher Autor und Übersetzer
- Petit, Gabrielle (1893–1916), belgische Verkäuferin und Krankenschwester, die im Ersten Weltkrieg für den britischen Geheimdienst spionierte
- Petit, Henriette (1894–1983), chilenische Malerin
- Petit, Hyacinth (1680–1719), Bischof der römisch-katholischen Kirche
- Petit, Isabella, niederländische Sängerin und Schauspielerin
- Petit, Jacques (1928–1982), französischer Romanist und Literaturwissenschaftler
- Petit, Jean († 1411), französischer Jurist und Theologe
- Petit, Jean (1628–1692), französischer Geistlicher, Abt des Klosters Cîteaux und Generalabt des Zisterzienserordens
- Petit, Jean (1949–2024), französischer Fußballspieler und -trainer
- Petit, Jean-Claude (* 1943), französischer Komponist
- Petit, Jean-Louis (1674–1750), französischer Chirurg und Anatom
- Petit, Jean-Louis (* 1937), französischer Dirigent, Cembalist und Komponist
- Petit, Jean-Pierre (* 1937), französischer Astrophysiker
- Petit, Joseph († 1946), US-amerikanischer Jazzmusiker (Posaune)
- Petit, Joseph (1912–2001), luxemburgischer Publizist und Autor
- Petit, Léo (1923–2017), französischer Jazz- und Unterhaltungsmusiker
- Petit, Louis (1868–1927), französischer Ordensgeistlicher, Byzantinist, römisch-katholischer Erzbischof von Athen
- Petit, Maria, niederländische Schauspielerin
- Petit, Mélissa (* 1990), französische Opernsängerin (Sopran)
- Petit, Michel (* 1964), kanadischer Eishockeyspieler
- Petit, Nicolas (1876–1953), luxemburgischer Architekt und Leiter des städtischen Hochbauamts
- Petit, Olga (1870–1966), französische Rechtsanwältin
- Petit, Pascale (* 1938), französische Schauspielerin
- Petit, Philippe (* 1949), französischer Hochseilartist, der einen (illegalen) Drahtseilakt zwischen den Türmen des World Trade Centers in New York City 1974 machtePhilippe Petit (* 1949)

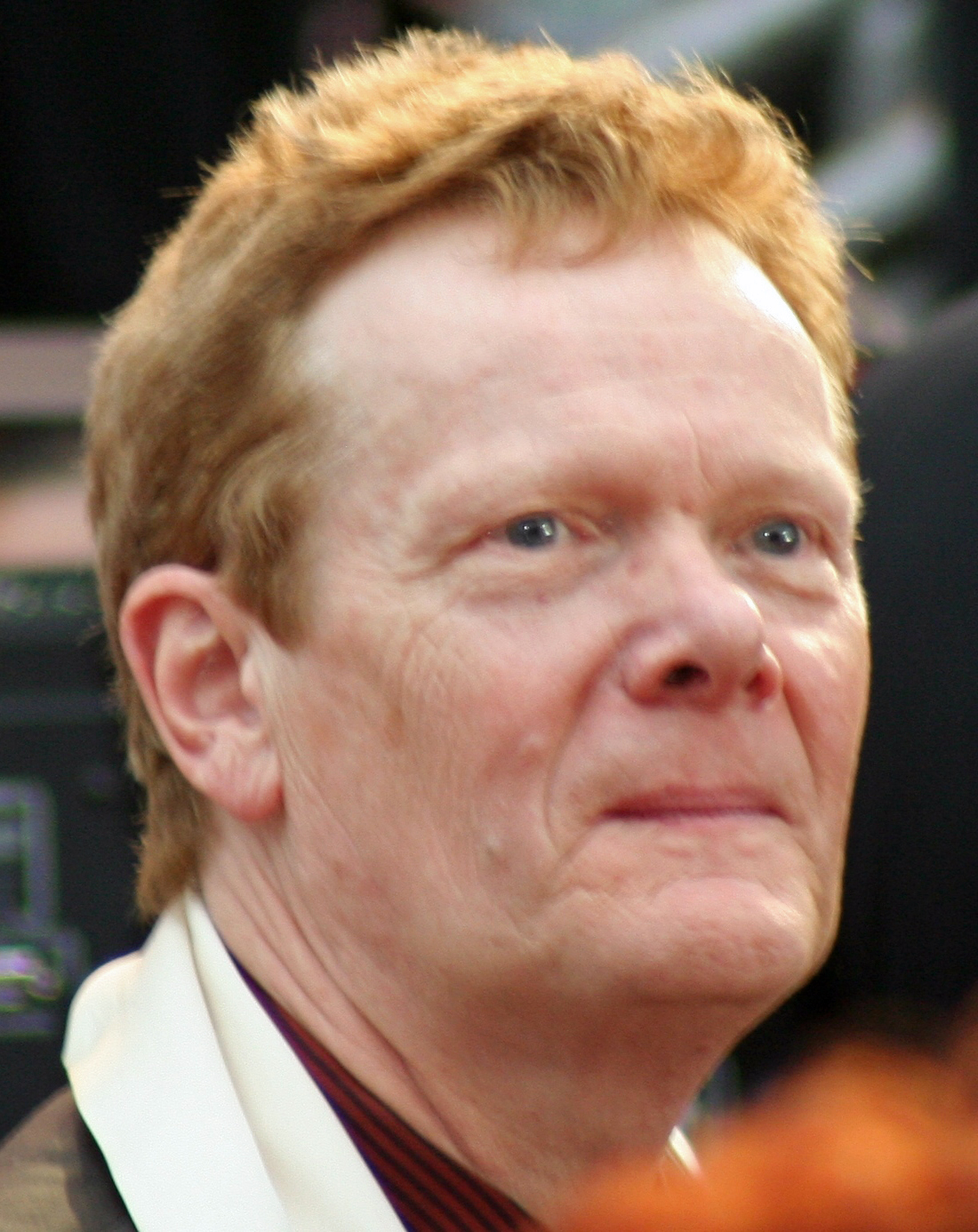
Philippe Petit (* 1949)

- Petit, Pierre (1598–1677), französischer Astronom, Militäringenieur, Physiker
- Petit, Pierre (1617–1687), französischer Dichter und Arzt
- Petit, Pierre (1832–1909), französischer Fotograf
- Petit, Pierre (1920–1997), französischer Kameramann
- Petit, Pierre (1922–2000), französischer Komponist
- Petit, Raymond (1910–1990), französischer Mittelstreckenläufer
- Petit, Raymond (1920–1942), luxemburgischer Student und Widerstandskämpfer
- Petit, René (1899–1989), französischer Fußballspieler
- Petit, Roland (1924–2011), französischer Tänzer und Choreograf
- Petit, Thibaut (* 1980), belgischer Basketballtrainer
- Petit, Traugott Wilhelm le (1748–1800), deutscher Jurist
- Petit, Xavier-Laurent (* 1956), französischer Kinder- und Jugendbuchautor
- Petit-Breton, Lucien (1882–1917), französischer RadrennfahrerLucien Petit-Breton (1882–1917)

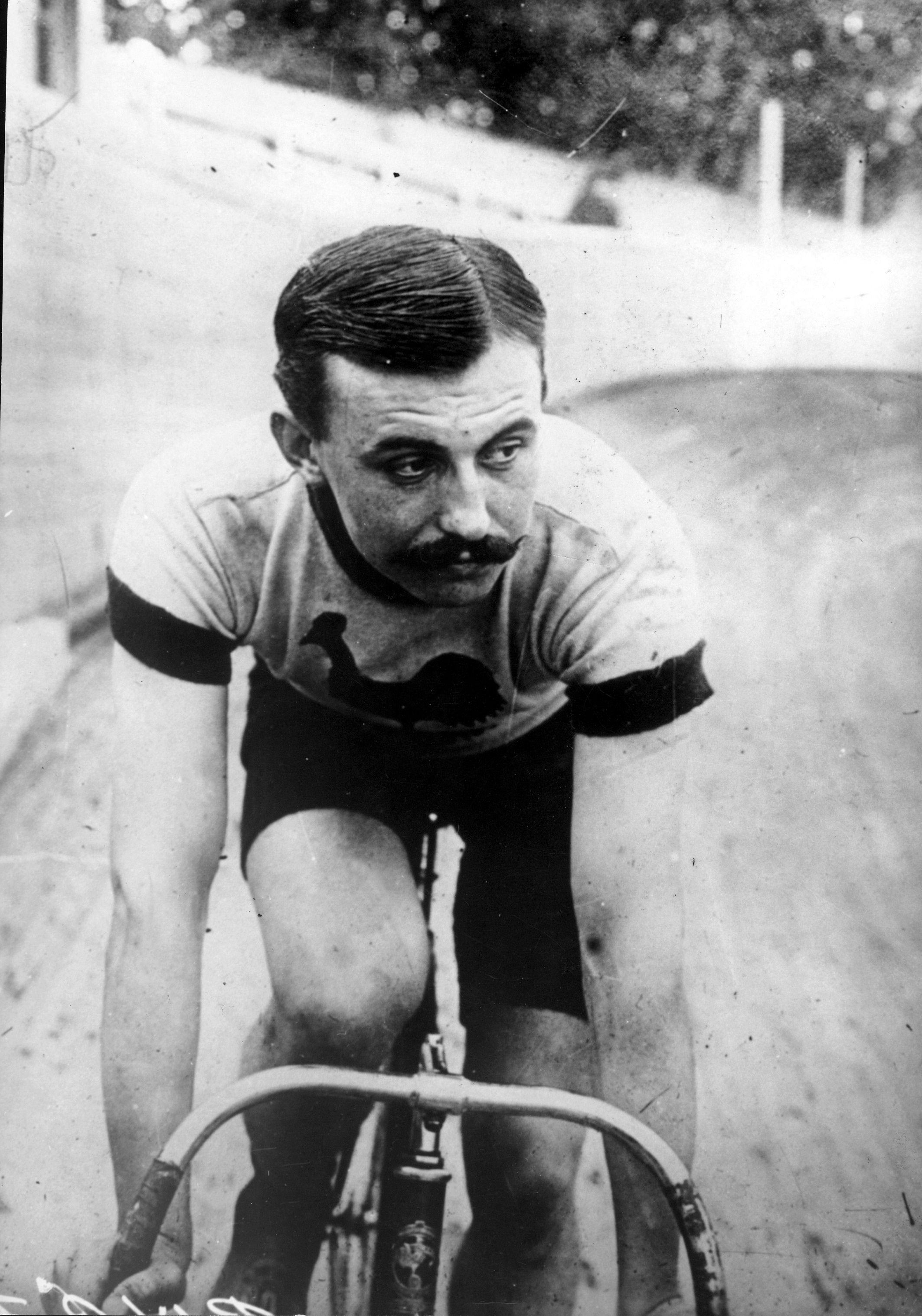
Lucien Petit-Breton (1882–1917)

- Petit-Dutaillis, Charles (1868–1947), französischer Historiker
- Petit-Frère, Betina (* 2003), haitianische Fußballspielerin
- Petit-Lenoir, Manon (* 1998), französische Snowboarderin
- Petitbois, Bernard (* 1954), französischer Sprinter
- Petitclerc, Chantal (* 1969), kanadische Behindertensportlerin
- Petite Noir (* 1990), belgisch-kongolesischer Sänger und Songwriter
- Petiteau, Jacques (* 1955), französischer Fußballspieler, -trainer und -funktionär
- Petitfils, André (1920–2001), französischer Fußballspieler
- Petitgand, Laurent (* 1959), französischer Komponist, Filmkomponist, Sänger, Schauspieler und Instrumentalist
- Petiti, Angela (* 1988), Schweizer Politikerin
- Petitjean, Armand (1884–1969), französischer Unternehmer und Parfümeur
- Petitjean, Dave (1928–2013), US-amerikanischer Schauspieler
- Petitjean, Hippolyte (1854–1929), französischer Maler
- Petitjean, Mathilde-Amivi (* 1994), togoische Skilangläuferin
- Petitjean-Plattner, Ruth (* 1949), Schweizer Kinderbuch-Autorin
- Petito, Enzo (1897–1967), italienischer Schauspieler
- Petito, Giuseppe (* 1960), italienischer Radrennfahrer
- Petito, Roberto (* 1971), italienischer Radrennfahrer
- Petitot, Ennemond Alexandre (1727–1801), französischer Architekt
- Petitot, Jean (1607–1691), Schweizer Maler
- Petitpierre, Anne (* 1943), Schweizer Juristin, Politikerin (FDP) und Hochschullehrerin
- Petitpierre, Eduard (1789–1862), Berliner Optiker, Feinmechaniker und Daguerreotypist
- Petitpierre, Ferdinand-Olivier (1722–1790), Schweizer evangelischer Geistlicher
- Petitpierre, Fernand (1879–1972), Schweizer Pädagoge und Autor
- Petitpierre, Georges Frédéric (1791–1883), Diplomat in preußischen Diensten und Schweizer Politiker, Staatsrat von Neuenburg
- Petitpierre, Gilles (* 1940), Schweizer Politiker (FDP)
- Petitpierre, Gonzalve (1805–1870), Schweizer Journalist und Politiker
- Petitpierre, Louis-Frédéric (1712–1787), Schweizer evangelischer Geistlicher
- Petitpierre, Max (1899–1994), Schweizer Politiker (FDP)Max Petitpierre (1899–1994)

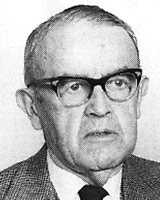
Max Petitpierre (1899–1994)

- Petitpierre, Petra (1905–1959), Schweizer Malerin, Zeichnerin und Grafikerin
- Petitto, Jamie, US-amerikanische Schauspielerin und Fotogräfin

### Petiv
- Petiva, Emilio (1890–1980), italienischer Radrennfahrer
- Petiver, James (1663–1718), britischer Botaniker und Entomologe

### Petiz
- Petiz, Pedro (* 1986), portugiesischer Automobilrennfahrer